# Llanelli (circonscription du Parlement britannique)
Pour les articles homonymes, voir Llanelli (homonymie).
Circonscription parlementaire de la 

Chambre des communes
Llanelli est une circonscription parlementaire britannique située au pays de Galles.

## Members of Parliament
| Election | Election | Membres             | Parti             | Portrait |
| -------- | -------- | ------------------- | ----------------- | -------- |
|          | 1918     | Josiah Towyn Jones  | Coalition Liberal |          |
|          | 1922     | John Henry Williams | Labour            |          |
|          | 1936     | Jim Griffiths       | Labour            |          |
|          | 1970     | Denzil Davies       | Labour            |          |
|          | 2005     | Nia Griffith        | Labour            |          |

## Élections

### Élections dans les années 2010
| Élections générales de 2017: Llanelli |                    |                |        |      |       |
| Parti                                 | Parti              | Candidat       | Votes  | %    | ±     |
|                                       | Labour             | Nia Griffith   | 21,568 | 53.5 | +12.1 |
|                                       | Conservateur       | Stephen Davies | 9,544  | 23.7 | +9.3  |
|                                       | Plaid Cymru        | Mari Arthur    | 7,351  | 18.2 | -4.7  |
|                                       | UKIP               | Kenneth Rees   | 1,331  | 3.3  | -13.0 |
|                                       | Libéral Démocrates | Rory Daniels   | 548    | 1.4  | -0.6  |
| Majorité                              | Majorité           | Majorité       | 12,024 | 29.8 | +11.4 |
| Participation                         | Participation      | Participation  | 40,342 | 67   | +2.5  |
|                                       | Labour hold        | Labour hold    | Swing  | +1.4 |       |

| Élections générales de 2015: Llanelli, |                    |                  |        |      |       |
| Parti                                  | Parti              | Candidat         | Votes  | %    | ±     |
|                                        | Labour             | Nia Griffith     | 15,948 | 41.3 | −1.1  |
|                                        | Plaid Cymru        | Vaughan Williams | 8,853  | 23.0 | −7.0  |
|                                        | UKIP               | Kenneth Rees     | 6,269  | 16.3 | +13.5 |
|                                        | Conservateur       | Selaine Saxby    | 5,534  | 14.3 | 0.0   |
|                                        | Libéral Démocrates | Cen Phillips     | 751    | 1.9  | −8.5  |
|                                        | Green              | Guy Smith        | 689    | 1.8  | N/A   |
|                                        | People First       | Siân Caiach      | 407    | 1.1  | N/A   |
|                                        | TUSC               | Scott Jones      | 123    | 0.3  | N/A   |
| Majorité                               | Majorité           | Majorité         | 7,095  | 18.4 | +5.9  |
| Participation                          | Participation      | Participation    | 38,574 | 64.5 | -2.8  |
|                                        | Labour hold        | Labour hold      | Swing  | +2.9 |       |

| Élections générales de 2010: Llanelli, |                    |                    |        |      |      |
| Parti                                  | Parti              | Candidat           | Votes  | %    | ±    |
|                                        | Labour             | Nia Griffith       | 15,916 | 42.5 | −4.5 |
|                                        | Plaid Cymru        | Myfanwy Davies     | 11,215 | 29.9 | +3.5 |
|                                        | Conservateur       | Christopher Salmon | 5,381  | 14.4 | +0.7 |
|                                        | Libéral Démocrates | Myrddin Edwards    | 3,902  | 10.4 | −2.5 |
|                                        | UKIP               | Andrew Marshall    | 1,047  | 2.8  | N/A  |
| Majorité                               | Majorité           | Majorité           | 4,701  | 12.5 | -8.0 |
| Participation                          | Participation      | Participation      | 37,461 | 67.3 | +3.4 |
|                                        | Labour hold        | Labour hold        | Swing  | −4.0 |      |

### Élections dans les années 2000
| Élections générales de 2005: Llanelli |                    |                 |        |      |      |
| Parti                                 | Parti              | Candidat        | Votes  | %    | ±    |
|                                       | Labour             | Nia Griffith    | 16,592 | 46.9 | −1.7 |
|                                       | Plaid Cymru        | Neil Baker      | 9,358  | 26.5 | −4.4 |
|                                       | Conservateur       | Adrian Phillips | 4,844  | 13.7 | +4.2 |
|                                       | Libéral Démocrates | Ken Rees        | 4,550  | 12.9 | +4.4 |
| Majorité                              | Majorité           | Majorité        | 7,234  | 20.5 | N/A  |
| Participation                         | Participation      | Participation   | 35,344 | 63.5 | +1.2 |
|                                       | Labour hold        | Labour hold     | Swing  | +1.4 |      |

| Élections générales de 2001: Llanelli |                    |               |        |      |       |
| Parti                                 | Parti              | Candidat      | Votes  | %    | ±     |
|                                       | Labour             | Denzil Davies | 17,586 | 48.6 | −9.3  |
|                                       | Plaid Cymru        | Dyfan Jones   | 11,183 | 30.9 | +11.9 |
|                                       | Conservateur       | Simon Hayes   | 3,442  | 9.5  | −2.6  |
|                                       | Libéral Démocrates | Ken Rees      | 3,065  | 8.5  | −0.7  |
|                                       | Green              | Jan Cliff     | 515    | 1.4  | N/A   |
|                                       | Socialist Labour   | John Willock  | 407    | 1.1  | −0.7  |
| Majorité                              | Majorité           | Majorité      | 6,403  | 17.7 | N/A   |
| Participation                         | Participation      | Participation | 36,198 | 62.3 | −8.4  |
|                                       | Labour hold        | Labour hold   | Swing  | N/A  |       |

### Élections dans les années 1990
| Élections générales de 1997: Llanelli |                    |               |        |      |      |
| Parti                                 | Parti              | Candidat      | Votes  | %    | ±    |
|                                       | Labour             | Denzil Davies | 28,851 | 57.9 | +2.9 |
|                                       | Plaid Cymru        | Marc Phillips | 7,812  | 19.0 | +3.4 |
|                                       | Conservateur       | Andrew Hayes  | 5,003  | 12.1 | −4.8 |
|                                       | Libéral Démocrates | Nick Burree   | 3,788  | 9.2  | −3.5 |
|                                       | Socialist Labour   | John Willock  | 757    | 1.8  | N/A  |
| Majorité                              | Majorité           | Majorité      | 16,039 | 38.9 | +0.9 |
| Participation                         | Participation      | Participation | 41,211 | 70.7 | −7.1 |
|                                       | Labour hold        | Labour hold   | Swing  | −0.3 |      |

| Élections générales de 1992: Llanelli, |                    |                |        |      |      |
| Parti                                  | Parti              | Candidat       | Votes  | %    | ±    |
|                                        | Labour             | Denzil Davies  | 27,802 | 55.0 | −4.2 |
|                                        | Conservateur       | Graham L. Down | 8,532  | 16.9 | −0.3 |
|                                        | Plaid Cymru        | Marc Phillips  | 7,878  | 15.6 | +5.4 |
|                                        | Libéral Démocrates | Keith L. Evans | 6,404  | 12.7 | −0.8 |
| Majorité                               | Majorité           | Majorité       | 19,270 | 38.0 | −4.0 |
| Participation                          | Participation      | Participation  | 50,616 | 77.8 | −0.3 |
|                                        | Labour hold        | Labour hold    | Swing  | −2.0 |      |

### Élections dans les années 1980
| Élections générales de 1987: Llanelli |                                |                   |        |      |       |
| Parti                                 | Parti                          | Candidat          | Votes  | %    | ±     |
|                                       | Labour                         | Denzil Davies     | 29,506 | 59.2 | +11.0 |
|                                       | Conservateur                   | Philip Circus     | 8,571  | 17.2 | −2.8  |
|                                       | SDP–Liberal Alliance (Libéral) | Martyn Shrewsbury | 6,714  | 13.5 | −5.4  |
|                                       | Plaid Cymru                    | Adrian Price      | 5,088  | 10.2 | −2.0  |
| Majorité                              | Majorité                       | Majorité          | 20,935 | 42.0 | +13.7 |
| Participation                         | Participation                  | Participation     | 49,879 | 78.1 | +2.7  |
|                                       | Labour hold                    | Labour hold       | Swing  | N/A  |       |

| Élections générales de 1983: Llanelli |                                |                     |        |      |       |
| Parti                                 | Parti                          | Candidat            | Votes  | %    | ±     |
|                                       | Labour                         | Denzil Davies       | 23,207 | 48.2 | −11.3 |
|                                       | Conservateur                   | N. Kennedy          | 9,601  | 20.0 | −0.5  |
|                                       | SDP–Liberal Alliance (Libéral) | K.D. Rees           | 9,076  | 18.9 | +7.4  |
|                                       | Plaid Cymru                    | Hywel Teifi Edwards | 5,880  | 12.2 | +4.8  |
|                                       | Communiste                     | Robert E Hitchon    | 371    | 0.8  | −0.4  |
| Majorité                              | Majorité                       | Majorité            | 13,606 | 28.3 | −10.7 |
| Participation                         | Participation                  | Participation       | 48,135 | 75.4 | −4.0  |
|                                       | Labour hold                    | Labour hold         | Swing  | N/A  |       |

### Élections dans les années 1970
| Élections générales de 1979: Llanelli |               |                  |        |      |      |
| Parti                                 | Parti         | Candidat         | Votes  | %    | ±    |
|                                       | Labour        | Denzil Davies    | 30,416 | 59.5 | +0.1 |
|                                       | Conservateur  | G D J Richards   | 10,471 | 20.5 | +8.1 |
|                                       | Libéral       | K D Rees         | 5,856  | 11.5 | -3.0 |
|                                       | Plaid Cymru   | H Roberts        | 3,793  | 7.4  | -6.3 |
|                                       | Communiste    | Robert E Hitchon | 617    | 1.2  | N/A  |
| Majorité                              | Majorité      | Majorité         | 19,945 | 39.0 | -6.0 |
| Participation                         | Participation | Participation    | 51,153 | 79.4 | +2.6 |
|                                       | Labour hold   | Labour hold      | Swing  | N/A  |      |

| Élections générales d'octobre 1974: Llanelli |               |               |        |      |      |
| Parti                                        | Parti         | Candidat      | Votes  | %    | ±    |
|                                              | Labour        | Denzil Davies | 29,474 | 59.4 | +2.6 |
|                                              | Libéral       | E J Evans     | 7,173  | 14.5 | +0.2 |
|                                              | Plaid Cymru   | R Williams    | 6,797  | 13.7 | +1.7 |
|                                              | Conservateur  | G Richards    | 6,141  | 12.4 | -2.6 |
| Majorité                                     | Majorité      | Majorité      | 22,301 | 45.0 | -1.0 |
| Participation                                | Participation | Participation | 49,585 | 76.9 | -0.4 |
|                                              | Labour hold   | Labour hold   | Swing  | N/A  |      |

| Élections générales de février 1974: Llanelli |               |                  |        |      |       |
| Parti                                         | Parti         | Candidat         | Votes  | %    | ±     |
|                                               | Labour        | Denzil Davies    | 28,941 | 57.8 | -5.0  |
|                                               | Conservateur  | G Richards       | 7,496  | 15.0 | +3.4  |
|                                               | Libéral       | E J Evans        | 7,140  | 14.3 | +6.6  |
|                                               | Plaid Cymru   | R Williams       | 6,060  | 12.0 | -4.8  |
|                                               | Communiste    | Robert E Hitchon | 507    | 1.0  | -0.2  |
| Majorité                                      | Majorité      | Majorité         | 23,011 | 46.0 | -10.3 |
| Participation                                 | Participation | Participation    | 49,999 | 77.3 | +1.1  |
|                                               | Labour hold   | Labour hold      | Swing  | N/A  |       |

| Élections générales de 1970: Llanelli |               |                  |        |      |       |
| Parti                                 | Parti         | Candidat         | Votes  | %    | ±     |
|                                       | Labour        | Denzil Davies    | 31,398 | 62.8 | -8.6  |
|                                       | Plaid Cymru   | Carwyn James     | 8,387  | 16.8 | +5.9  |
|                                       | Conservateur  | Mary A Jones     | 5,777  | 11.6 | -3.6  |
|                                       | Libéral       | Donald Lewis     | 3,834  | 7.7  | N/A   |
|                                       | Communiste    | Robert E Hitchon | 603    | 1.2  | -1.4  |
| Majorité                              | Majorité      | Majorité         | 23,011 | 46.0 | -10.3 |
| Participation                         | Participation | Participation    | 49,999 | 77.3 | +1.1  |
|                                       | Labour hold   | Labour hold      | Swing  | N/A  |       |

### Élections dans les années 1960
| Élections générales de 1966: Llanelli |               |                  |        |      |      |
| Parti                                 | Parti         | Candidat         | Votes  | %    | ±    |
|                                       | Labour        | Jim Griffiths    | 33,674 | 71.4 | +5.9 |
|                                       | Conservateur  | Jeremy C Peel    | 7,143  | 15.2 | +2.4 |
|                                       | Plaid Cymru   | Pennar Davies    | 5,132  | 10.9 | +3.9 |
|                                       | Communiste    | Robert E Hitchon | 1,211  | 2.6  | +0.4 |
| Majorité                              | Majorité      | Majorité         | 26,531 | 56.3 | +3.2 |
| Participation                         | Participation | Participation    | 47,160 | 76.2 | -3.2 |
|                                       | Labour hold   | Labour hold      | Swing  | N/A  |      |

| Élections générales de 1964: Llanelly |               |                  |        |      |      |
| Parti                                 | Parti         | Candidat         | Votes  | %    | ±    |
|                                       | Labour        | Jim Griffiths    | 32,546 | 65.9 | +0.8 |
|                                       | Conservateur  | Philip A Maybury | 6,300  | 12.8 | -6.7 |
|                                       | Libéral       | Esyr G Lewis     | 6,031  | 12.2 | N/A  |
|                                       | Plaid Cymru   | Pennar Davies    | 3,469  | 7.0  | -6.8 |
|                                       | Communiste    | Robert E Hitchon | 1,061  | 2.2  | N/A  |
| Majorité                              | Majorité      | Majorité         | 26,246 | 53.1 | +5.9 |
| Participation                         | Participation | Participation    | 59,407 | 79.4 | -1.7 |
|                                       | Labour hold   | Labour hold      | Swing  | N/A  |      |

### Élections dans les années 1950
| Élections générales de 1959: Llanelly |               |                     |        |      |      |
| Parti                                 | Parti         | Candidat            | Votes  | %    | ±    |
|                                       | Labour        | Jim Griffiths       | 34,625 | 66.7 | +0.1 |
|                                       | Conservateur  | Henry Gardner       | 10,128 | 19.5 | -0.7 |
|                                       | Plaid Cymru   | David Eirwyn Morgan | 7,176  | 13.8 | +1.3 |
| Majorité                              | Majorité      | Majorité            | 24,497 | 47.2 | -4.6 |
| Participation                         | Participation | Participation       | 51,929 | 81.1 | -0.5 |
|                                       | Labour hold   | Labour hold         | Swing  | N/A  |      |

| Élections générales de 1955: Llanelly |               |                     |        |      |      |
| Parti                                 | Parti         | Candidat            | Votes  | %    | ±    |
|                                       | Labour        | Jim Griffiths       | 34,021 | 66.6 | -5.9 |
|                                       | Conservateur  | Trevor Skeet        | 10,640 | 20.8 | +0.2 |
|                                       | Plaid Cymru   | David Eirwyn Morgan | 6,398  | 12.5 | +5.6 |
| Majorité                              | Majorité      | Majorité            | 23,381 | 45.8 | -6.0 |
| Participation                         | Participation | Participation       | 51,059 | 78.7 | -2.9 |
|                                       | Labour hold   | Labour hold         | Swing  | N/A  |      |

| Élections générales de 1951: Llanelly |               |                     |        |      |      |
| Parti                                 | Parti         | Candidat            | Votes  | %    | ±    |
|                                       | Labour        | Jim Griffiths       | 39,731 | 72.5 | +1.7 |
|                                       | Conservateur  | Henry Gardner       | 11,315 | 20.6 | +9.1 |
|                                       | Plaid Cymru   | David Eirwyn Morgan | 3,765  | 6.9  | +3.1 |
| Majorité                              | Majorité      | Majorité            | 28,416 | 51.8 | -5.2 |
| Participation                         | Participation | Participation       | 54,811 | 81.6 | +0.7 |
|                                       | Labour hold   | Labour hold         | Swing  | N/A  |      |

| Élections générales de 1950: Llanelly |               |                     |        |      |       |
| Parti                                 | Parti         | Candidat            | Votes  | %    | ±     |
|                                       | Labour        | Jim Griffiths       | 39,326 | 70.8 | -10.3 |
|                                       | Libéral       | Huw Thomas          | 7,700  | 13.9 | N/A   |
|                                       | Conservateur  | D. P. Owen          | 6,362  | 11.5 | -7.4  |
|                                       | Plaid Cymru   | David Eirwyn Morgan | 2,134  | 3.8  | N/A   |
| Majorité                              | Majorité      | Majorité            | 31,626 | 57.0 | -5.1  |
| Participation                         | Participation | Participation       | 55,522 | 80.9 | +6    |
|                                       | Labour hold   | Labour hold         | Swing  | N/A  |       |

### Élections dans les années 1940
| Élections générales de 1945: Llanelly |               |               |        |      |       |
| Parti                                 | Parti         | Candidat      | Votes  | %    | ±     |
|                                       | Labour        | Jim Griffiths | 44,514 | 81.1 | +14.2 |
|                                       | Conservateur  | G O George    | 10,397 | 18.9 | N/A   |
| Majorité                              | Majorité      | Majorité      | 34,117 | 62.2 | +28.3 |
| Participation                         | Participation | Participation | 54,911 | 74.9 | N/A   |
|                                       | Labour hold   | Labour hold   | Swing  | N/A  |       |

### Élections dans les années 1930
| Élection partielle de 1936: Llanelly |                  |                        |        |      |     |
| Parti                                | Parti            | Candidat               | Votes  | %    | ±   |
|                                      | Labour           | Jim Griffiths          | 32,188 | 66.8 | N/A |
|                                      | National Libéral | William Albert Jenkins | 15,967 | 33.3 | N/A |
| Majorité                             | Majorité         | Majorité               | 16,221 | 33.5 | N/A |
| Participation                        | Participation    | Participation          | N/A    | 68.4 | N/A |
|                                      | Labour hold      | Labour hold            | Swing  | N/A  |     |

| Élections générales de 1935: Llanelly |             |               |                 |                 |                 |
| Parti                                 | Parti       | Candidat      | Votes           | %               | ±               |
|                                       | Labour      | John Williams | Sans opposition | Sans opposition | Sans opposition |
|                                       | Labour hold |               |                 |                 |                 |

| Élections générales de 1931: Llanelly |               |               |        |      |       |
| Parti                                 | Parti         | Candidat      | Votes  | %    | ±     |
|                                       | Labour        | John Williams | 34,196 | 65.3 | +5.2  |
|                                       | Conservateur  | Frank J Rees  | 18,163 | 34.7 | +26.5 |
| Majorité                              | Majorité      | Majorité      | 16,033 | 30.6 | +2.6  |
| Participation                         | Participation | Participation | N/A    | 78.1 | N/A   |
|                                       | Labour hold   | Labour hold   | Swing  | N/A  |       |

### Élections dans les années 1920
| Élections générales de 1929: Llanelly |               |                           |        |       |       |
| Parti                                 | Parti         | Candidat                  | Votes  | %     | ±     |
|                                       | Labour        | John Williams             | 28,595 | 55.4  | +2.5  |
|                                       | Libéral       | Richard Thomas Evans      | 19,075 | 36.9  | -10.2 |
|                                       | Unioniste     | James Purdon Lewes Thomas | 3,969  | 7.7   | N/A   |
| Majorité                              | Majorité      | Majorité                  | 9,520  | 18.5  | +12.7 |
| Participation                         | Participation | Participation             | N/A    | 79.1  | +3.4  |
|                                       | Labour hold   | Labour hold               | Swing  | '+6.3 |       |

| Élections générales de 1924: Llanelly |               |                      |        |      |       |
| Parti                                 | Parti         | Candidat             | Votes  | %    | ±     |
|                                       | Labour        | John Williams        | 20,516 | 52.9 | -2.8  |
|                                       | Libéral       | Richard Thomas Evans | 18,259 | 47.1 | +16.8 |
| Majorité                              | Majorité      | Majorité             | 2,259  | 5.8  | -18.2 |
| Participation                         | Participation | Participation        | N/A    | 75.7 | N/A   |
|                                       | Labour hold   | Labour hold          | Swing  | N/A  |       |

| Élections générales de 1923: Llanelly |               |                        |        |      |       |
| Parti                                 | Parti         | Candidat               | Votes  | %    | ±     |
|                                       | Labour        | John Williams          | 21,603 | 55.1 | -3.6  |
|                                       | Libéral       | Richard Thomas Evans   | 11,765 | 30.7 | -10.4 |
|                                       | Unioniste     | Lionel Beaumont-Thomas | 5,442  | 14.2 | N/A   |
| Majorité                              | Majorité      | Majorité               | 9,298  | 24.4 | +5.8  |
| Participation                         | Participation | Participation          | N/A    | 76.8 | -3.5  |
|                                       | Labour hold   | Labour hold            | Swing  | N/A  |       |

| Élections générales de 1922: Llanelly |                                       |                                       |        |       |       |
| Parti                                 | Parti                                 | Candidat                              | Votes  | %     | ±     |
|                                       | Labour                                | John Williams                         | 23,213 | 59.3  | +12.4 |
|                                       | National Libéral                      | George Clark Williams                 | 15,947 | 40.7  | -12.4 |
| Majorité                              | Majorité                              | Majorité                              | 7,266  | 18.6  | +24.8 |
| Participation                         | Participation                         | Participation                         | N/A    | 80.3  | +11.4 |
|                                       | Labour vainqueur sur National Libéral | Labour vainqueur sur National Libéral | Swing  | +12.4 |       |

### Élections dans les années 1910
| Élections générales de 1918: Llanelly |                                   |                    |        |      |     |
| Parti                                 | Parti                             | Candidat           | Votes  | %    | ±   |
|                                       | Libéral                           | Josiah Towyn Jones | 16,344 | 53.1 | N/A |
|                                       | Labour                            | John Williams      | 14,409 | 46.9 | N/A |
| Majorité                              | Majorité                          | Majorité           | 1,935  | 6.3  | N/A |
| Participation                         | Participation                     | Participation      | N/A    | 68.9 | N/A |
|                                       | Libéral Vainqueur (nouveau siège) |                    |        |      |     |

## Further reading
- Boundaries of Parliamentary Constituencies 1885–1972, compiled and edited by F.W.S. Craig (Political Reference Publications 1972)
- British Parliamentary Constituencies: A Statistical Compendium, by Ivor Crewe and Anthony Fox (Faber and Faber 1984)